# دیوید هنری
دیوید هنری (انگلیسی: David Henrie؛ زادهٔ ۱۱ ژوئیهٔ ۱۹۸۹) هنرپیشه اهل ایالات متحده آمریکا است. وی از سال ۲۰۰۲ میلادی تاکنون مشغول فعالیت بوده‌است.
از فیلم‌هایی که وی در آن نقش داشته است می‌توان به بزرگ‌شده‌ها ۲، جادوگران محله ویورلی، جادوگران محله ویورلی: فیلم، بوکسور مقوایی، آشنایی با مادر، بوکسور مقوایی و پسر کوچک اشاره کرد.